# Shiprock (Nuovo Messico)
Shiprock (in navajo: Naatʼáanii Nééz) è un census-designated place (CDP) della contea di San Juan nello Stato del Nuovo Messico, negli Stati Uniti. La popolazione era di 7 718 abitanti al censimento del 2020. Situato all'interno della Riserva Navajo, fa parte dell'area metropolitana di Farmington.
Shiprock prende il nome dall'omonima formazione rocciosa presente nelle vicinanze. Dal 1903, la città è stata chiamata con il suo nome in navajo, Naat'áanii Nééz, letteralmente "l'alto capo", in riferimento a William T. Shelton, sovrintendente della San Juan Indian Agency che contribuì alla fondazione di Shiprock.
Ogni anno, nel mese di ottobre, si svolge la Northern Navajo Fair. Inoltre, dal 1984, si tiene anche la Shiprock Marathon and Relay. Il Diné College (ex Navajo Community College) è un college quadriennale gestito dai Navajo, insieme ad altri sette campus sparsi per la riserva indiana. Nella località sono presenti una sala capitolare, un ufficio del Bureau of Indian Affairs e il Northern Navajo Medical Center (un ospedale di proprietà dell'Indian Health Service).
La città è un importante crocevia per il traffico di camion e turisti che visitano i Four Corners, Mesa Verde, Shiprock e il Grand Canyon. Si trova all'incrocio tra la U.S. Route 64 e la U.S. Route 491 (precedentemente nota come U.S. Route 666).

## Geografia fisica
Secondo l'Ufficio del censimento degli Stati Uniti, ha una superficie totale di 13,75 mi² (35,61 km²).

## Società

### Evoluzione demografica
Secondo il censimento del 2020, la popolazione era di 12 350 abitanti.